# Sandro Lohmann
Sandro Lohmann (* 2. Dezember 1991 in Kopenhagen, Dänemark) ist ein deutscher Schauspieler.

## Leben
Lohmann wurde 1991 in Kopenhagen geboren. Sein Fernsehdebüt hatte er im Jahr 2000 im Film Der Kuß meiner Schwester.
Für Furore sorgte sein Auftritt im Film-Drama Guter Junge (2008). Als Patrick spielt er dort einen vorpubertären Jungen, der von Sebastian Urzendowsky als Sven gefilmt wird. Für einen kurzen Moment ist Lohmann dort mit entblößtem Gesäß zu sehen. Diese Szene rief eine mediale Diskussion hervor, ob die ARD „nackte Jungen zur Primetime im TV zeigen“ dürfe.
2009 wirkte Lohmann im Historiendrama Die Päpstin in der Rolle des Matthias mit. Da er fließend dänisch, englisch und deutsch spricht, konnte er seinen Charakter selbst synchronisieren.

## Filmografie (Auswahl)
- 2000: Der Kuß meiner Schwester
- 2008: Guter Junge
- 2008: Alarm für Cobra 11
- 2009: Die Päpstin
- 2009: Romy
- 2010: Im Angesicht des Verbrechens (zwei Folgen)
- 2010: Kommissarin Lucas – Wenn alles zerbricht
- 2011: Der Versuch, ruhig zu atmen
- 2011: Tödlicher Rausch
- 2012: Wie Du küsst
- 2013: Grenzgang
- 2014: About a Girl